# Liste der Raumfahrer
Die Liste der Raumfahrer führt alle 716 Personen (Stand: August 2025) auf, die einen Flug in mehr als 100 km Höhe über der Erdoberfläche absolviert haben. Sie folgt damit der international gebräuchlichen Definition der Fédération Aéronautique Internationale (FAI), die die Kármán-Linie in 100 km Höhe als Grenze zum Weltraum betrachtet. Daneben gibt es andere Definitionen von „Weltraum“, „Raumfahrer“ und „Astronaut“, die in dieser Liste nicht berücksichtigt sind. Von den aufgelisteten Personen absolvierten 78 nur Suborbitalflüge.
Der jeweils erste Überschreiter der 100-km-Grenze eines jeden Staates ist mit dem entsprechenden Flaggensymbol gekennzeichnet.

## Orbitale Raumfahrer

### Afghanistan
1 Raumfahrer:
- Abdul Ahad Momand (* 1959) – Sojus TM-6/TM-5, erster afghanischer Raumfahrer (7. September 1988; inzwischen deutscher Staatsbürger)

### Australien
3 Raumfahrer:
- Eric Philips (* 1962) – Fram2
- Paul Scully-Power, auch US-amerikanischer Staatsbürger (* 1944) – STS-41-G, erster australischer Raumfahrer (5. Oktober 1984)
- Andy Thomas, auch US-amerikanischer Staatsbürger (* 1951) – STS-77, STS-89, STS-102, STS-114

### Belarus
1 Raumfahrerin:
- Maryna Wassileuskaja (* 1990) – Sojus MS-25, erster belarussischer Raumfahrer (23. März 2024)

### Belgien
2 Raumfahrer:
- Dirk Frimout (* 1941) – STS-45, erster belgischer Raumfahrer (2. April 1992)
- Frank De Winne (* 1961) – Sojus TMA-1/TM-34, ISS-Expedition 20/21 (Sojus TMA-15), erster belgischer ISS-Kommandant

### Brasilien
1 Raumfahrer:
- Marcos Pontes (* 1963) – ISS AF-12S Sojus TMA-8/TMA-7, erster brasilianischer Raumfahrer (30. März 2006)

### Bulgarien
2 Raumfahrer:
- Alexandar Alexandrow (* 1951) – Sojus TM-5/TM-4
- Georgi Iwanow (* 1940) – Sojus 33, erster bulgarischer Raumfahrer (12. April 1979)

### China
26 Raumfahrer:
- Cai Xuzhe (* 1976) – Shenzhou 14, Shenzhou 19
- Chen Dong (* 1978) – Shenzhou 11, Shenzhou 14, Shenzhou 20
- Chen Zhongrui (* 1984) – Shenzhou 20
- Deng Qingming (* 1966) – Shenzhou 15
- Fei Junlong (* 1965) – Shenzhou 6, Shenzhou 15
- Gui Haichao (* 1986) – Shenzhou 16
- Jiang Xinlin (* 1988) – Shenzhou 17
- Jing Haipeng (* 1966) – Shenzhou 7, Shenzhou 9, Shenzhou 11, Shenzhou 16
- Li Cong (* 1989) – Shenzhou 18
- Li Guangsu (* 1987) – Shenzhou 18
- Liu Boming (* 1966) – Shenzhou 7, Shenzhou 12
- Liu Wang (* 1969) – Shenzhou 9
- Liu Yang (* 1978) – Shenzhou 9, Shenzhou 14, erste chinesische Frau im Weltraum (16. Juni 2012)
- Nie Haisheng (* 1964) – Shenzhou 6, Shenzhou 10, Shenzhou 12
- Song Lingdong (* 1990) – Shenzhou 19
- Tang Hongbo (* 1975) – Shenzhou 12, Shenzhou 17
- Tang Shengjie (* 1989) – Shenzhou 17
- Wang Haoze (* 1990) – Shenzhou 19
- Wang Jie (* 1989) – Shenzhou 20
- Wang Yaping (* 1980) – Shenzhou 10, Shenzhou 13
- Yang Liwei (* 1965) – Shenzhou 5, erster chinesischer Raumfahrer (15. Oktober 2003)
- Ye Guangfu (* 1980) – Shenzhou 13, Shenzhou 18
- Zhai Zhigang (* 1966) – Shenzhou 7, Shenzhou 13
- Zhang Lu (* 1976)  – Shenzhou 15
- Zhang Xiaoguang (* 1966) – Shenzhou 10
- Zhu Yangzhu (* 1986) – Shenzhou 16

Chun Wang war zum Zeitpunkt des Raumflugs kein chinesischer Staatsbürger mehr, daher ist er unter Malta und St. Kitts und Nevis aufgeführt.

### Dänemark
1 Raumfahrer:
- Andreas Mogensen (* 1976) – Sojus TMA-18M/Sojus TMA-16M, ISS-Expedition 69 „Huginn“ (SpaceX Crew-7), erster dänischer Raumfahrer (2. September 2015)

### Deutsche Demokratische Republik
1 Raumfahrer:
- Sigmund Jähn (1937–2019) – Sojus 31/29, erster deutscher Raumfahrer (3. September 1978)

### Bundesrepublik Deutschland
12 Raumfahrer:
- Reinhold Ewald (* 1956) – Mir97 (Sojus TM-25/TM-24)
- Klaus-Dietrich Flade (* 1952) – Mir92 (Sojus TM-14/TM-13)
- Reinhard Furrer (1940–1995) – STS-61-A
- Alexander Gerst (* 1976) – ISS-Expedition 40/41 (Sojus TMA-13M), ISS-Expedition 56/57 „Horizons“ (Sojus MS-09), erster deutscher ISS-Kommandant
- Matthias Maurer (* 1970) – ISS-Expedition 66 „Cosmic Kiss“ (SpaceX Crew-3)
- Ulf Merbold (* 1941) – STS-9, STS-42, Euromir94 (Sojus TM-20/TM-19), erster bundesdeutscher Raumfahrer und gleichzeitig erster Raumfahrer einer NASA-Mission, der nicht aus den USA stammt (8. Dezember 1983)
- Ernst Messerschmid (* 1945) – STS-61-A
- Thomas Reiter (* 1958) – Sojus TM-22, ISS-Expedition 13/14 (STS-121/116), erster deutscher Raumfahrer mit EVA-Einsätzen und erster Langzeitbesatzer der ESA auf der ISS
- Rabea Rogge (* 1995 oder 1996) erste deutsche Frau im Weltraum (1. April 2025) – Fram2
- Hans Wilhelm Schlegel (* 1951) – STS-55, STS-122
- Gerhard Thiele (* 1953) – STS-99
- Ulrich Walter (* 1954) – STS-55

Abdul Ahad Momand ist unter Afghanistan aufgeführt, da er erst nach seinem Raumflug die deutsche Staatsbürgerschaft erlangte.

### Frankreich
10 Raumfahrer:
- Patrick Baudry (* 1946) – STS-51-G
- Jean-Loup Chrétien (* 1938) – PVH (Sojus T-6), Mir-Aragatz (Sojus TM-7/TM-6), STS-86, erster französischer und erster westeuropäischer Raumfahrer (2. Juli 1982), erster Weltraumausstieg eines Westeuropäers (9. Dezember 1988)
- Jean-François Clervoy (* 1958) – STS-66, STS-84, STS-103
- Léopold Eyharts (* 1957) – Mir-Pégase (Sojus TM-27/TM-26), ISS-Expedition 16 (STS-122/123)
- Jean-Jacques Favier (1949–2023) – STS-78
- Claudie Haigneré (* 1957) – Mir-Cassiopée (Sojus TM-24/TM-23), Andromède (Sojus TM-33/TM-32)
- Jean-Pierre Haigneré (* 1948) – Mir-Altair (Sojus TM-17/TM-16), Mir-Perseus (Sojus TM-29)
- Philippe Perrin (* 1963) – STS-111
- Thomas Pesquet (* 1978) – ISS-Expedition 50/51 „Proxima“ (Sojus MS-03), ISS-Expedition 65 „Alpha“ (SpaceX Crew-2)
- Michel Tognini (* 1949) – Mir-Antares (Sojus TM-15/TM-14), STS-93

### Indien
2 Raumfahrer:
- Rakesh Sharma (* 1949) – Sojus T-11/T-10, erster indischer Raumfahrer (11. April 1984)
- Shubhanshu Shukla (* 1985) – Axiom Mission 4

### Iran
1 Raumfahrerin:
- Anousheh Ansari, auch US-amerikanische Staatsbürgerin (* 1966) – Sojus TMA-9/TMA-8, erste Frau als Weltraumtourist und zugleich erster iranischer Raumfahrer (18. September 2006)

### Israel
2 Raumfahrer:
- Ilan Ramon (1954–2003) – STS-107, erster israelischer Raumfahrer (16. Januar 2003)
- Eytan Stibbe (* 1958) – Axiom Mission 1, Weltraumtourist

### Italien
8 Raumfahrer:
- Maurizio Cheli (* 1959) – STS-75
- Samantha Cristoforetti (* 1977) – ISS-Expedition 42/43 (Sojus TMA-15M), ISS-Expedition 67 „Minerva“ (SpaceX Crew-4)
- Umberto Guidoni (* 1954) – STS-75, STS-100
- Franco Malerba (* 1946) – STS-46, erster italienischer Raumfahrer (8. August 1992)
- Paolo Nespoli (* 1957) – ISS Esperia (STS-120),  ISS-Expedition 26/27 (Sojus TMA-20), ISS-Expedition 52/53 „Vita“ (Sojus MS-05)
- Luca Parmitano (* 1976) – ISS-Expedition 36/37 (Sojus TMA-09M), ISS-Expedition 60/61 „Beyond“ (Sojus MS-13), erster italienischer ISS-Kommandant
- Walter Villadei (* 1974) – Axiom Mission 3
- Roberto Vittori (* 1964) – Sojus TM-34/TM-33, Sojus TMA-6/TMA-5, STS-134

### Japan
14 Raumfahrer:
- Toyohiro Akiyama (* 1942) – Sojus TM-11/TM-10, erster japanischer Raumfahrer (10. Dezember 1990)
- Takao Doi (* 1954) – STS-87, STS-123
- Satoshi Furukawa (* 1964) – ISS-Expedition 28/29 (Sojus TMA-02M), ISS-Expedition 69 (SpaceX Crew-7)
- Yozo Hirano (* 1985) – Sojus MS-20, Weltraumtourist
- Akihiko Hoshide (* 1968) – STS-124, ISS-Expedition 32/33 (Sojus TMA-05M), ISS-Expedition 65 (SpaceX Crew-2)
- Norishige Kanai (* 1976) – ISS-Expedition 54/55 (Sojus MS-07)
- Yusaku Maezawa (* 1975) – Sojus MS-20, Weltraumtourist
- Mamoru Mōri (* 1948) – STS-47, STS-99
- Chiaki Mukai (* 1952) – STS-65, STS-95, erste japanische Frau im Weltraum (8. Juli 1994)
- Sōichi Noguchi (* 1965) – STS-114, ISS-Expedition 22/23 (Sojus TMA-17), ISS-Expedition 64 (SpaceX Crew-1)
- Takuya Ōnishi (* 1975) – ISS-Expedition 48/49 (Sojus MS-01), ISS-Expedition 73 (SpaceX Crew-10)
- Kōichi Wakata (* 1963) – STS-72, STS-92, ISS-Expedition 18–20 (STS-119/127), ISS-Expedition 38/39 (Sojus TMA-11M), ISS-Expedition 68 (SpaceX Crew-5), erster japanischer ISS-Kommandant
- Naoko Yamazaki (* 1970) – STS-131
- Kimiya Yui (* 1970) – ISS-Expedition 44/45 (Sojus TMA-17M), ISS-Expedition 73/74 (SpaceX Crew-11)

### Kanada
11 Raumfahrer:
- Roberta Bondar (* 1945) – STS-42, erste kanadische Frau im Weltraum (22. Januar 1992)
- Marc Garneau (1949–2025) – STS-41-G, STS-77, STS-97, erster kanadischer Raumfahrer (13. Oktober 1984)
- Chris Hadfield (* 1959) – STS-74, STS-100, ISS-Expedition 34/35 (Sojus TMA-07M), erster kanadischer ISS-Kommandant
- Guy Laliberté (* 1959) – Sojus TMA-16, Weltraumtourist
- Steven MacLean (* 1954) – STS-52, STS-115
- Mark Pathy (* 1969) – Axiom Mission 1, Weltraumtourist
- Julie Payette (* 1963) – STS-96, STS-127
- David Saint-Jacques (* 1970) – ISS-Expedition 57–59 (Sojus MS-11)
- Robert Thirsk (* 1953) – STS-78, ISS-Expedition 20/21 (Sojus TMA-15)
- Bjarni Tryggvason (1945–2022) – STS-85
- Dafydd Williams (* 1954) – STS-90, STS-118

### Kasachstan
3 Raumfahrer:
- Toqtar Äubäkirow (* 1946) – Sojus TM-13/TM-12, erster Raumfahrer der Kasachischen Sowjetrepublik (2. Oktober 1991)
- Talghat Mussabajew (1951–2025) – Sojus TM-19, Sojus TM-27, Sojus TM-32/TM-31, erster Raumfahrer der unabhängigen kasachischen Republik (1. Juli 1994)
- Aidyn Ajymbetow (* 1972) – Sojus TMA-18M/Sojus TMA-16M

### Kuba
1 Raumfahrer:
- Arnaldo Tamayo Méndez (* 1942) – Sojus 38, erster kubanischer Raumfahrer (26. September 1980)

### Malaysia
1 Raumfahrer:
- Sheikh Muszaphar Shukor (* 1972) – Sojus TMA-11/TMA-10, erster malaysischer Raumfahrer (10. Oktober 2007)

### Malta
1 Raumfahrer:
- Chun Wang, auch Staatsbürger von St. Kitts und Nevis (* 1982) – Fram2, erster maltesischer Raumfahrer (1. April 2025)

### Mexiko
1 Raumfahrer:
- Rodolfo Neri Vela (* 1952) – STS-61-B, erster mexikanischer Raumfahrer (3. Dezember 1985)

### Mongolei
1 Raumfahrer:
- Dschügderdemidiin Gürragtschaa (* 1947) – Sojus 39, erster mongolischer Raumfahrer (30. März 1981)

### Niederlande
2 Raumfahrer:
- Wubbo Ockels (1946–2014) – STS-61-A, erster niederländischer Raumfahrer (6. November 1985)
- André Kuipers (* 1958) – ISS Delta (Sojus TMA-4/TMA-3), ISS-Expedition 30/31 (Sojus TMA-03M)

Lodewijk van den Berg war zum Zeitpunkt des Raumflugs kein niederländischer Staatsbürger mehr, daher ist er unter USA aufgeführt.

### Norwegen
1 Raumfahrer:
- Jannicke Mikkelsen (* 1987) – Fram2, erster norwegischer Raumfahrer (1. April 2025)

### Österreich
1 Raumfahrer:
- Franz Viehböck (* 1960) – Austromir 91 (Sojus TM-13/TM-12), erster österreichischer Raumfahrer (10. Oktober 1991)

### Polen
2 Raumfahrer:
- Mirosław Hermaszewski (1941–2022) – Sojus 30, erster polnischer Raumfahrer (27. Juni 1978)
- Sławosz Uznański-Wiśniewski (* 1984) – Axiom Mission 4

### Rumänien
1 Raumfahrer:
- Dumitru Prunariu (* 1952) – Sojus 40, erster rumänischer Raumfahrer (22. Mai 1981)

### Russland
Enthält alle nach dem Ende der Sowjetunion gelandeten oder gestarteten russischen Raumfahrer. Elf von ihnen hatten zuvor bereits Raumflüge als Sowjetbürger absolviert.
77 Raumfahrer:
- Wiktor Afanassjew (* 1948) – Sojus TM-18, Sojus TM-29, Sojus TM-33/TM-32, davor auch ein Raumflug als Sowjetbürger
- Oleg Artemjew (* 1970) – ISS-Expedition 39/40 (Sojus TMA-12M), ISS-Expedition 55/56 (Sojus MS-08), ISS-Expedition 67 (Sojus MS-21)
- Sergei Awdejew (* 1956) – Mir EO-12 (Sojus TM-15), Mir EO-20/Euromir 95 (Sojus TM-22), Sojus TM-28/TM-29
- Juri Baturin (* 1949) – Mir EP-4 (Sojus TM-28/TM-27), Sojus TM-32/TM-31
- Andrei Borissenko (* 1964) – ISS-Expedition 27/28 (Sojus TMA-21), ISS-Expedition 49/50 (Sojus MS-02)
- Konstantin Borissow (* 1984) – ISS-Expedition 69 (SpaceX Crew-7)
- Nikolai Budarin (* 1953) – STS-71/Sojus TM-21, Sojus TM-27, ISS-Expedition 6 (STS-113/Sojus TMA-1)
- Wladimir Deschurow (* 1962) – Mir EO-18 (Sojus TM-21/STS-71), ISS-Expedition 3 (STS-105/108)
- Pjotr Dubrow (* 1978) – ISS-Expedition 65/66 (Sojus MS-18/MS-19)
- Andrej Fediajew (* 1981) – ISS-Expedition 69 (SpaceX Crew-6)
- Alexander Gorbunow (* 1990) – ISS-Expedition 72 (SpaceX Crew-9)
- Juri Gidsenko (* 1962) – Sojus TM-22, ISS-Expedition 1 (Sojus TM-31/STS-102)
- Alexander Grebenkin (* 1982) – ISS-Expedition 71 (SpaceX Crew-8)
- Anatoli Iwanischin (* 1969) – ISS-Expedition 29/30 (Sojus TMA-22), ISS-Expedition 48/49 (Sojus MS-01), ISS-Expedition 62/63 (Sojus MS-16)
- Fjodor Jurtschichin (* 1959) – STS-112, ISS-Expedition 15 (Sojus TMA-10), ISS-Expedition 24/25 (Sojus TMA-19), ISS-Expedition 36/37 (Sojus TMA-09M), ISS-Expedition 51/52 (Sojus MS-04)
- Alexander Kaleri (* 1956) – Sojus TM-14, Sojus TM-24, Sojus TM-30, ISS-Expedition 8 (Sojus TMA-3), ISS-Expedition 25/26 (Sojus TMA-01M)
- Anna Kikina (* 1984) – SpaceX Crew-5
- Jelena Kondakowa (* 1957) – Sojus TM-20, STS-84
- Dmitri Kondratjew (* 1969) – ISS-Expedition 26/27 (Sojus TMA-20)
- Oleg Kononenko (* 1964) – ISS-Expedition 17 (Sojus TMA-12), ISS-Expedition 30/31 (Sojus TMA-03M), ISS-Expedition 44/45 (Sojus TMA-17M), ISS-Expedition 57–59 (Sojus MS-11), ISS-Expedition 70 (Sojus MS-24)
- Michail Kornijenko (* 1960) – ISS-Expedition 23/24 (Sojus TMA-18), ISS-Expedition 43 bis 46 (Sojus TMA-16M/Sojus TMA-18M)
- Sergei Korsakow (* 1984) – ISS-Expedition 67 (Sojus MS-21)
- Waleri Korsun (* 1953) – Sojus TM-24, ISS-Expedition 5 (STS-111/113)
- Konstantin Kosejew (* 1967) – Sojus TM-33/TM-32
- Oleg Kotow (* 1965) – ISS-Expedition 15 (Sojus TMA-10), ISS-Expedition 22/23 (Sojus TMA-17), ISS-Expedition 37/38 (Sojus TMA-10M)
- Sergei Kud-Swertschkow (* 1983) – ISS-Expedition 64 (Sojus MS-17)
- Sergei Krikaljow (* 1958) – Mir LD-3 (Sojus TM-12/TM-13), STS-60, STS-88, ISS-Expedition 1 (Sojus TM-31/STS-102), ISS-Expedition 11 (Sojus TMA-6); wurde während der Mission Mir-LD3 (am 26. Dezember 1991) durch Auflösung der Sowjetunion russischer Staatsbürger und damit einer der beiden ersten russischen Raumfahrer ; zuvor ein weiterer Raumflug als Sowjetbürger
- Alexander Lasutkin (* 1957) – Sojus TM-25
- Juri Lontschakow (* 1965) – STS-100, Sojus TMA-1/TM-34, ISS-Expedition 18 (Sojus TMA-13)
- Juri Malentschenko (* 1961) – Sojus TM-19, STS-106, ISS-Expedition 7 (Sojus TMA-2), ISS-Expedition 16 (Sojus TMA-11), ISS-Expedition 32/33 (Sojus TMA-05M), ISS-Expedition 46/47 (Sojus TMA-19M)
- Gennadi Manakow (1950–2019) – Sojus TM-16, davor auch ein Raumflug als Sowjetbürger
- Denis Matwejew (* 1983) – ISS-Expedition 67 (Sojus MS-21)
- Alexander Missurkin (* 1977) – ISS-Expedition 35/36 (Sojus TMA-08M), ISS-Expedition 53/54 (Sojus MS-06), Sojus MS-20
- Boris Morukow (1950–2015) – STS-106
- Oleg Nowizki (* 1971) – ISS-Expedition 33/34 (Sojus TMA-06M), ISS-Expedition 50/51 (Sojus MS-03), ISS-Expedition 65 (Sojus MS-18), Sojus MS-25
- Juri Onufrijenko (* 1961) – Sojus TM-23, ISS-Expedition 4 (STS-108/111)
- Alexei Owtschinin (* 1971) – ISS-Expedition 47/48 (Sojus TMA-20M), Sojus MS-10 (Fehlstart, unter 100 km), ISS-Expedition 59/60 (Sojus MS-12), ISS-Expedition 71/72 (Sojus MS-26)
- Gennadi Padalka (* 1958) – Sojus TM-28, ISS-Expedition 9 (Sojus TMA-4), ISS-Expedition 19/20 (Sojus TMA-14), ISS-Expedition 31/32 (Sojus TMA-04M), ISS-Expedition 43/44 (Sojus TMA-16M)
- Julija Peressild (* 1984) – Sojus MS-19/MS-18
- Kirill Peskow (* 1990) – ISS-Expedition 73 (SpaceX Crew-10)
- Dmitri Petelin (* 1983) – ISS-Expedition 68/69 (Sojus MS-22)
- Oleg Platonow (* 1986) – ISS-Expedition 73/74 (SpaceX Crew-11)
- Alexander Poleschtschuk (* 1953) – Sojus TM-16
- Waleri Poljakow (1942–2022) – Mir LD-4 (Sojus TM-18/TM-20), davor auch ein Raumflug als Sowjetbürger
- Sergei Prokopjew (* 1975) – ISS-Expedition 56/57 (Sojus MS-09), ISS-Expedition 68/69 (Sojus MS-22)
- Sergei Rewin (* 1966) – ISS-Expedition 31/32 Sojus TMA-04M
- Sergei Rjasanski (* 1974) – ISS-Expedition 37/38 (Sojus TMA-10M), ISS-Expedition 52/53 (Sojus MS-05)
- Waleri Rjumin (1939–2022) – STS-91, davor auch drei Raumflüge als Sowjetbürger
- Roman Romanenko (* 1971) – ISS-Expedition 20/21 (Sojus TMA-15), ISS-Expedition 34/35 (Sojus TMA-07M)
- Sergei Ryschikow (* 1974) – ISS-Expedition 49/50 (Sojus MS-02), ISS-Expedition 64 (Sojus MS-17), ISS-Expedition 73 (Sojus MS-27)
- Sergei Saljotin (* 1962) – Sojus TM-30, Sojus TMA-1/TM-34
- Alexander Samokutjajew (* 1970) – ISS-Expedition 28/29 (Sojus TMA-21), ISS-Expedition 41/42 (Sojus TMA-14M)
- Juri Schargin (* 1960) – Sojus TMA-4/TMA-5
- Salischan Scharipow (* 1964) – STS-89, ISS-Expedition 10 (Sojus TMA-5)
- Klim Schipenko (* 1983) – Sojus MS-19/MS-18
- Anton Schkaplerow (* 1972) – ISS-Expedition 29/30 (Sojus TMA-22), ISS-Expedition 42/43 (Sojus TMA-15M), ISS-Expedition 54/55 (Sojus MS-07), ISS-Expedition 66 (Sojus MS-19)
- Alexander Serebrow (1944–2013) – Sojus TM-17, davor auch drei Raumflüge als Sowjetbürger
- Jelena Serowa (* 1976) – ISS-Expedition 41/42 (Sojus TMA-14M)
- Oleg Skripotschka (* 1969) – ISS-Expedition 25/26 (Sojus TMA-01M), ISS-Expedition 47/48 (Sojus TMA-20M), ISS-Expedition 61/62 (Sojus MS-15)
- Alexander Skworzow (* 1966) – ISS-Expedition 23/24 (Sojus TMA-18), ISS-Expedition 39/40 (Sojus TMA-12M), ISS-Expedition 60/61 (Sojus MS-13)
- Anatoli Solowjow (* 1948) – Mir EO-12 (Sojus TM-15), Mir EO-19 (STS-71/Sojus TM-21), Mir EO-24 (Sojus TM-26), davor auch zwei Raumflüge als Sowjetbürger
- Gennadi Strekalow (1940–2004) – Mir EO-18 (Sojus TM-21/STS-71), davor auch mehrere Raumflüge als Sowjetbürger
- Alexei Subrizki (* 1992) – ISS-Expedition 73 (Sojus MS-27)
- Maxim Surajew (* 1972) – ISS-Expedition 21/22 (Sojus TMA-16), ISS-Expedition 40/41 (Sojus TMA-13M)
- Jewgeni Tarelkin (* 1974) – ISS-Expedition 33/34 (Sojus TMA-06M)
- Wladimir Titow (* 1947) – STS-63, STS-86, davor auch mehrere Raumflüge als Sowjetbürger
- Michail Tjurin (* 1960) – ISS-Expedition 3 (STS-105/108), ISS-Expedition 14 (Sojus TMA-9), ISS-Expedition 38/39 (Sojus TMA-11M)
- Waleri Tokarew (* 1952) – STS-96, ISS-Expedition 12 (Sojus TMA-7)
- Sergei Treschtschow (* 1958) – ISS-Expedition 5 (STS-111/113)
- Nikolai Tschub (* 1984) – ISS-Expedition 70 (Sojus MS-24)
- Juri Ussatschow (* 1957) – Sojus TM-18, Sojus TM-23, STS-101, ISS-Expedition 2 (STS-102/105), erster russischer ISS-Kommandant
- Iwan Wagner (* 1985) – ISS-Expedition 62/63 (Sojus MS-16), ISS-Expedition 71/72 (Sojus MS-26)
- Alexander Wiktorenko (1947–2023) – Sojus TM-14, Sojus TM-20, davor auch zwei Raumflüge als Sowjetbürger
- Pawel Winogradow (* 1953) – Sojus TM-26, ISS-Expedition 13 (Sojus TMA-8), ISS-Expedition 35/36 (Sojus TMA-08M)
- Alexander Wolkow (* 1948) – Sojus TM-13; wurde während der Mission Sojus TM-13 (am 26. Dezember 1991) durch Auflösung der Sowjetunion russischer Staatsbürger und damit einer der beiden ersten russischen Raumfahrer ; zuvor zwei weitere Raumflüge als Sowjetbürger
- Sergei Wolkow (* 1973) – ISS-Expedition 17 (Sojus TMA-12), ISS-Expedition 28/29 (Sojus TMA-02M), ISS-Expedition 45/46 (Sojus TMA-18M)
- Wassili Ziblijew (* 1954) – Sojus TM-17, Sojus TM-25

### Saudi-Arabien
3 Raumfahrer:
- Sultan bin Salman Al Saud (* 1956) – STS-51-G, erster saudi-arabischer Raumfahrer (24. Juni 1985)
- Ali Alqarni (* 1992) – Axiom Mission 2
- Rayyanah Barnawi (* 1988) – Axiom Mission 2

### Schweden
3 Raumfahrer:
- Christer Fuglesang (* 1957) – STS-116, STS-128, erster schwedischer Raumfahrer (10. Dezember 2006)
- Jessica Meir, auch US-amerikanische Staatsbürgerin (* 1977) – ISS-Expedition 61–62 (Sojus MS-15)
- Marcus Wandt (* 1980) – Axiom Mission 3

### Schweiz
1 Raumfahrer:
- Claude Nicollier (* 1944) – STS-46, STS-61, STS-75, STS-103, erster Schweizer Raumfahrer (8. August 1992)

### Slowakei
Siehe auch: Tschechoslowakei
1 Raumfahrer:
- Ivan Bella (* 1964) – Mir Štefánik (Sojus TM-29/TM-28), erster slowakischer Raumfahrer (28. Februar 1999)

### Sowjetunion

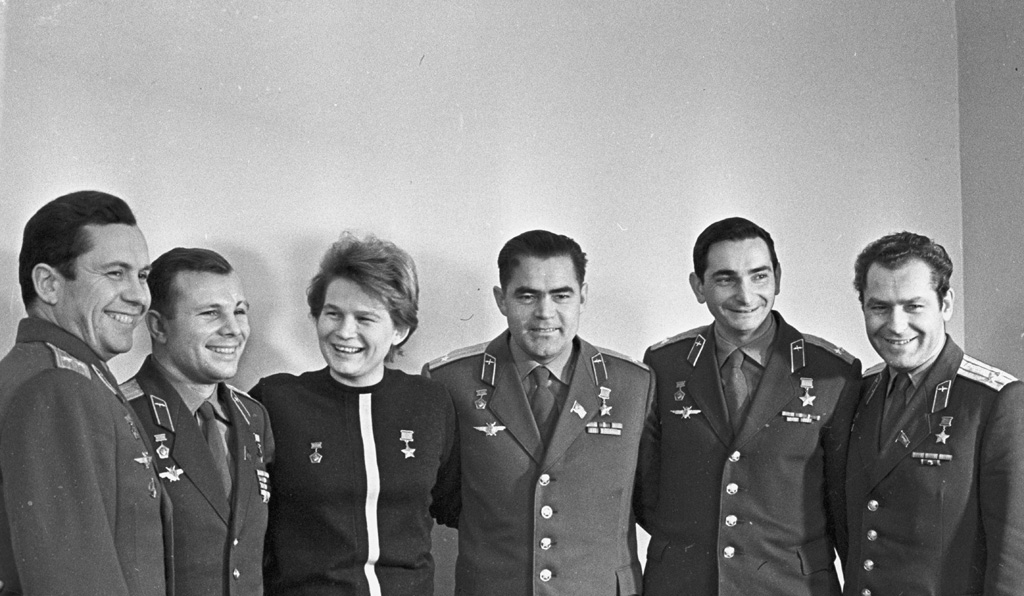
Die ersten sowjetischen Kosmonauten (v. l. n. r.): Pawel Popowitsch (Kosmonaut Nr. 4), Juri Gagarin (Nr. 1), Walentina Tereschkowa (Nr. 6), Andrijan Nikolajew (Nr. 3), Waleri Bykowski (Nr. 5), German Titow (Nr. 2)

Enthält alle vor dem Ende der Sowjetunion gestarteten Raumfahrer. Zehn von ihnen flogen danach auch als russischer Staatsbürger ins All.
Siehe auch: Belarus, Kasachstan, Russland, Ukraine
71 Raumfahrer:
- Wiktor Afanassjew (* 1948) – Sojus TM-11, danach drei weitere Raumflüge als russischer Staatsbürger
- Wladimir Aksjonow (1935–2024) – Sojus 22, Sojus T-2
- Alexander Alexandrow (* 1943) – Sojus T-9, Sojus TM-3
- Juri Artjuchin (1930–1998) – Sojus 14
- Anatolij Arzebarskyj (* 1956) – Sojus TM-12
- Oleg Atkow (* 1949) – Saljut 7 EO-3 (Sojus T-10/T-11)
- Alexander Balandin (* 1953) – Sojus TM-9
- Pawel Beljajew (1925–1970) – Woschod 2
- Georgi Beregowoi (1921–1995) – Sojus 3
- Anatoli Beresowoi (1942–2014) – Sojus T-5/T-7
- Waleri Bykowski (1934–2019) – Wostok 5, Sojus 22, Sojus 31/29
- Jewgeni Chrunow (1933–2000) – Sojus 5/4
- Lew Djomin (1926–1998) – Sojus 15
- Georgi Dobrowolski (1928–1971) – Sojus 11
- Wladimir Dschanibekow (* 1942) – Sojus 27/26, Sojus 39, Sojus T-6, Sojus T-12, Saljut 7 EO-4 (Sojus T-13)
- Konstantin Feoktistow (1926–2009) – Woschod 1
- Anatoli Filiptschenko (1928–2022) – Sojus 7, Sojus 16
- Juri Gagarin (1934–1968) – Wostok 1, erster Mensch im Weltraum und erster sowjetischer Raumfahrer (12. April 1961)
- Juri Glaskow (1939–2008) – Sojus 24
- Wiktor Gorbatko (1934–2017) – Sojus 7, Sojus 24, Sojus 37/36
- Georgi Gretschko (1931–2017) – Sojus 17, Sojus 26/27, Saljut 7 EO-4 (Sojus T-14/T-13)
- Alexei Gubarew (1931–2015) – Sojus 17, Sojus 28
- Alexander Iwantschenkow (* 1940) – Sojus 29/31, Sojus T-6
- Boris Jegorow (1937–1994) – Woschod 1
- Alexei Jelissejew (* 1934) – Sojus 5/4, Sojus 8, Sojus 10
- Leonid Kisim (1941–2010) – Sojus T-3, Saljut 7 EO-3 (Sojus T-10/T-11), Sojus T-15
- Pjotr Klimuk (* 1942) – Sojus 13, Sojus 18, Sojus 30
- Wladimir Komarow (1927–1967) – Woschod 1, Sojus 1
- Wladimir Kowaljonok (* 1942) – Sojus 25, Sojus 29/31, Sojus T-4
- Sergei Krikaljow (* 1958) – Sojus TM-7, Mir LD-3 (Sojus TM-12/TM-13); danach vier weitere Raumflüge als russischer Staatsbürger
- Waleri Kubassow (1935–2014) – Sojus 6, Sojus 19, Sojus 36/35
- Wassili Lasarew (1928–1990) – Sojus 12; auch ein Suborbitalflug
- Alexander Laweikin (* 1951) – Sojus TM-2
- Walentin Lebedew (* 1942) – Sojus 13, Sojus T-5/T-7
- Alexei Leonow (1934–2019) – Woschod 2, Sojus 19, erster Mensch, der einen Weltraumausstieg durchführte (18. März 1965)
- Anatoli Lewtschenko (1941–1988) – Sojus TM-4/TM-3
- Wladimir Ljachow (1941–2018) – Sojus 32/34, Sojus T-9, Sojus TM-6/TM-5
- Oleg Makarow (1933–2003) – Sojus 12, Sojus 27/26, Sojus T-3; auch ein Suborbitalflug
- Juri Malyschew (1941–1999) – Sojus T-2, Sojus T-11/T-10
- Gennadi Manakow (1950–2019) – Sojus TM-10, danach auch ein Raumflug als russischer Staatsbürger
- Mussa Manarow (* 1951) – Sojus TM-4/TM-6, Sojus TM-11
- Andrijan Nikolajew (1929–2004) – Wostok 3, Sojus 9
- Wiktor Pazajew (1933–1971) – Sojus 11
- Waleri Poljakow (1942–2022) – Mir LD-2 (Sojus TM-6/TM-7), danach auch ein Raumflug als russischer Staatsbürger
- Leonid Popow (* 1945) – Sojus 35, Sojus 40, Sojus T-7/T-5
- Pawel Popowitsch (1930–2009) – Wostok 4, Sojus 14
- Waleri Rjumin (1939–2022) – Sojus 25, Sojus 32/34, Sojus 35/37, danach auch ein Raumflug als russischer Staatsbürger
- Juri Romanenko (* 1944) – Sojus 26/27, Sojus 38, Sojus TM-2/TM-3
- Waleri Roschdestwenski (1939–2011) – Sojus 23
- Nikolai Rukawischnikow (1932–2002) – Sojus 10, Sojus 16, Sojus 33
- Gennadi Sarafanow (1942–2005) – Sojus 15
- Wiktor Sawinych (* 1940) – Sojus T-4, Saljut 7 EO-4 (Sojus T-13/T-14), Sojus TM-5/TM-4
- Swetlana Sawizkaja (* 1948) – Sojus T-7/T-5, Sojus T-12
- Wladimir Schatalow (1927–2021) – Sojus 4, Sojus 8, Sojus 10
- Witali Scholobow (* 1937) – Sojus 21
- Georgi Schonin (1935–1997) – Sojus 6
- Alexander Serebrow (1944–2013) – Sojus T-7/T-5, Sojus T-8, Sojus TM-8, danach auch ein Raumflug als russischer Staatsbürger
- Witali Sewastjanow (1935–2010) – Sojus 9, Sojus 18
- Anatoli Solowjow (* 1948) – Mir EP-2 (Sojus TM-5/TM-4), Mir EO-6 (Sojus TM-9), danach drei weitere Raumflüge als russischer Staatsbürger
- Wladimir Solowjow (* 1946) – Saljut 7 EO-3 (Sojus T-10/T-11), Mir EO-1 (Sojus T-15)
- Gennadi Strekalow (1940–2004) – Sojus T-3, Sojus T-8, Sojus T-10-1 (Abbruch), Sojus T-11/T-10, Sojus TM-10, danach auch ein Raumflug als russischer Staatsbürger
- Wjatscheslaw Sudow (1942–2024) – Sojus 23
- Walentina Tereschkowa (* 1937) – Wostok 6, erste Frau im Weltraum (16. Juni 1963)
- German Titow (1935–2000) – Wostok 2
- Wladimir Titow (* 1947) – Sojus T-8, Sojus T-10-1 (Abbruch), Sojus TM-4/TM-6, danach zwei weitere Raumflüge als russischer Staatsbürger
- Wladimir Wasjutin (1952–2002) – Saljut 7 EO-4 (Sojus T-14)
- Alexander Wiktorenko (1947–2023) – Sojus TM-3/TM-2, Sojus TM-8, danach zwei weitere Raumflüge als russischer Staatsbürger
- Igor Wolk (1937–2017) – Sojus T-12
- Alexander Wolkow (* 1948) – Saljut 7 EO-4 (Sojus T-14), Sojus TM-7, Sojus TM-13
- Wladislaw Wolkow (1935–1971) – Sojus 7, Sojus 11
- Boris Wolynow (* 1934) – Sojus 5, Sojus 21

### Spanien
1 Raumfahrer:
- Pedro Duque (* 1963) – STS-95, ISS Cervantes (Sojus TMA-3/TMA-2), erster spanischer Raumfahrer (7. November 1998)

### St. Kitts und Nevis
1 Raumfahrer:
- Chun Wang, auch maltesischer Staatsbürger (* 1982) – Fram2, erster Raumfahrer aus St. Kitts und Nevis (1. April 2025)

### Südafrika
1 Raumfahrer:
- Mark Shuttleworth, auch britischer Staatsbürger (* 1973) – Sojus TM-34/TM-33, Weltraumtourist, erster südafrikanischer Raumfahrer (5. Mai 2002)

### Südkorea
1 Raumfahrer:
- Yi So-yeon (* 1978) – Sojus TMA-12/TMA-11, erster koreanischer Raumfahrer (8. April 2008)

### Syrien
1 Raumfahrer:
- Muhammed Faris (1951–2024) – Sojus TM-3/TM-2, erster syrischer Raumfahrer (30. Juli 1987)

### Tschechoslowakei
Siehe auch: Slowakei
1 Raumfahrer:
- Vladimír Remek (* 1948) – Sojus 28, erster tschechoslowakischer Raumfahrer; erster nicht sowjetischer oder US-amerikanischer Raumfahrer (10. März 1978)

### Türkei
1 Raumfahrer:
- Alper Gezeravcı (* 1979) – Axiom Mission 3, erster türkischer Raumfahrer (18. Januar 2024)

### Ukraine
1 Raumfahrer:
- Leonid Kadenjuk (1951–2018) – STS-87, erster ukrainischer Raumfahrer (19. November 1997)

### Ungarn
3 Raumfahrer:
- Bertalan Farkas (* 1949) – Sojus 36/35, erster ungarischer Raumfahrer (3. Juni 1980)
- Tibor Kapu (* 1991) – Axiom Mission 4
- Charles Simonyi, auch US-amerikanischer Staatsbürger (* 1948) – Sojus TMA-10/TMA-9, Sojus TMA-14/TMA-13, Weltraumtourist

### Vereinigte Arabische Emirate
2 Raumfahrer:
- Hassa al-Mansuri (* 1983) – Sojus MS-15/MS-12, erster Raumfahrer aus den Vereinigten Arabischen Emiraten (25. September 2019)
- Sultan al-Nejadi (* 1981) – ISS-Expedition 69 (SpaceX Crew-6)

### Vereinigte Staaten
370 Raumfahrer:
- Joseph Acaba (* 1967) – STS-119, ISS-Expedition 31/32 (Sojus TMA-04M), ISS-Expedition 53/54 (Sojus MS-06)
- Loren Acton (* 1936) – STS-51-F
- James Adamson (* 1946) – STS-28, STS-43
- Thomas Akers (* 1951) – STS-41, STS-49, STS-61, STS-79
- Buzz Aldrin (* 1930) – Gemini 12, Apollo 11
- Andrew Allen (* 1955) – STS-46, STS-62, STS-75
- Joseph Allen (* 1937) – STS-5, STS-51-A
- Scott Altman (* 1959) – STS-90, STS-106, STS-109, STS-125
- William Anders (1933–2024) – Apollo 8
- Clayton Anderson (* 1959) – ISS-Expedition 15/16 (STS-117/120), STS-131
- Michael Anderson (1959–2003) – STS-89, STS-107
- Anousheh Ansari, auch iranische Staatsbürgerin (* 1966) – Sojus TMA-9/TMA-8, erste Frau als Weltraumtourist
- Dominic Antonelli (* 1967) – STS-119, STS-132
- Jerome Apt (* 1949) – STS-37, STS-47, STS-59, STS-79
- Hayley Arceneaux (* 1991) – Inspiration4, Weltraumtouristin
- Lee Archambault (* 1960) – STS-117, STS-119
- Neil Armstrong (1930–2012) – Gemini 8, Apollo 11, erster Mensch auf dem Mond (21. Juli 1969)
- Richard Arnold (* 1963) – STS-119, ISS-Expedition 55/56 (Sojus MS-08)
- Jeffrey Ashby (* 1954) – STS-93, STS-100, STS-112
- Serena Auñón (* 1976) – ISS-Expedition 56/57 (Sojus MS-09)
- Nichole Ayers (* 1988) – ISS-Expedition 73 (SpaceX Crew-10)
- James Bagian (* 1952) – STS-29, STS-40
- Ellen Baker (* 1953) – STS-34, STS-50, STS-71
- Michael Baker (* 1953) – STS-43, STS-52, STS-68, STS-81
- Michael Barratt (* 1959) – ISS-Expedition 19/20 (Sojus TMA-14), STS-133, ISS-Expedition 71 (SpaceX Crew-8)
- Kayla Barron (* 1987) – ISS-Expedition 66 (SpaceX Crew-3)
- Daniel Barry (* 1953) – STS-72, STS-96, STS-105
- John-David Bartoe (* 1944) – STS-51-F
- Alan Bean (1932–2018) – Apollo 12, Skylab 3
- Robert Behnken (* 1970) – STS-123, STS-130, ISS-Expedition 63 (SpX-DM2)
- John Blaha (* 1942) – STS-29, STS-33, STS-43, STS-58, STS-79
- Michael Bloomfield (* 1959) – STS-86, STS-97, STS-110
- Guion Bluford (* 1942) – STS-8, STS-61-A, STS-39, STS-53
- Karol Bobko (1937–2023) – STS-6 STS-51-D, STS-51-J
- Eric Boe (* 1964) – STS-126, STS-133
- Charles Bolden (* 1946) – STS-61-C, STS-31, STS-45, STS-60
- Frank Borman (1928–2023) – Gemini 7, Apollo 8
- Stephen Bowen (* 1964) – STS-126, STS-132, STS-133, ISS-Expedition 69 (SpaceX Crew-6)
- Ken Bowersox (* 1956) – STS-50, STS-61, STS-73, STS-82, ISS-Expedition 6 (STS-113/Sojus TMA-1)
- Charles Brady (1951–2006) – STS-78
- Vance Brand (* 1931) – Apollo-Sojus-Test-Projekt, STS-5, STS-41-B, STS-35
- Daniel Brandenstein (* 1943) – STS-8, STS-51-G, STS-32, STS-49
- Randolph Bresnik (* 1967) – STS-129, ISS-Expedition 52/53 (Sojus MS-05)
- Roy Bridges (* 1943) – STS-51-F
- Curtis Brown (* 1956) – STS-47, STS-66, STS-77, STS-85, STS-95, STS-103
- David McDowell Brown (1956–2003) – STS-107
- Mark Brown (* 1951) – STS-28, STS-48
- James Buchli (* 1945) – STS-51-C, STS-61-A, STS-29, STS-48
- Jay Buckey (* 1956) – STS-90
- Daniel Burbank (* 1961) – STS-106, STS-115, ISS-Expedition 29/30 (Sojus TMA-22)
- Daniel Bursch (* 1957) – STS-51, STS-68, STS-77, ISS-Expedition 4 (STS-108/111)
- Robert Cabana (* 1949) – STS-41, STS-53, STS-65, STS-88
- Tracy Caldwell Dyson (* 1969) – STS-118, ISS-Expedition 23/24 (Sojus TMA-18), ISS-Expedition 71 (Sojus MS-25)
- Charles Camarda (* 1952) – STS-114
- Kenneth Cameron (* 1949) – STS-37, STS-56, STS-74
- Zena Cardman (* 1987) – ISS-Expedition 73/74 (SpaceX Crew-11)
- Duane Carey (* 1957) – STS-109
- Scott Carpenter (1925–2013) – Mercury-Atlas 7
- Gerald Carr (1932–2020) – Skylab 4
- Sonny Carter (1947–1991) – STS-33
- John Casper (* 1943) – STS-36, STS-54, STS-62, STS-77
- Josh Cassada (* 1973) – ISS-Expedition 68 (SpaceX Crew-5)
- Christopher Cassidy (* 1970) – STS-127, ISS-Expedition 35/37 (Sojus TMA-08M), ISS-Expedition 62/63 (Sojus MS-16)
- Robert Cenker (* 1948) – STS-61-C
- Eugene Cernan (1934–2017) – Gemini 9, Apollo 10, Apollo 17
- Gregory Chamitoff (* 1962) – ISS-Expedition 17/18 (STS-124/126), STS-134
- Franklin Chang-Díaz (* 1950) – STS-61-C, STS-34, STS-46, STS-60, STS-75, STS-91, STS-111
- Raja Chari (* 1977) ISS-Expedition 66 (SpaceX Crew-3)
- Kalpana Chawla (1962–2003) – STS-87, STS-107
- Leroy Chiao (* 1960) – STS-65, STS-72, STS-92, ISS-Expedition 10 (Sojus TMA-5)
- Kevin Chilton (* 1954) – STS-49, STS-59, STS-76
- Laurel Clark (1961–2003) – STS-107
- Mary Louise Cleave (1947–2023) – STS-61-B, STS-30
- Michael Clifford (1952–2021) – STS-53, STS-59, STS-76
- Michael Coats (* 1946) – STS-41-D, STS-29, STS-39
- Kenneth Cockrell (* 1950) – STS-56, STS-69, STS-80, STS-98, STS-111
- Catherine Coleman (* 1960) – STS-73, STS-93, ISS-Expedition 26/27 (Sojus TMA-20)
- Eileen Collins (* 1956) – STS-63, STS-84, STS-93, STS-114
- Michael Collins (1930–2021) – Gemini 10, Apollo 11
- Larry Connor (* 1950) – Axiom Mission 1, Weltraumtourist
- Pete Conrad (1930–1999) – Gemini 5, Gemini 11, Apollo 12, Skylab 2
- Gordon Cooper (1927–2004) – Mercury-Atlas 9, Gemini 5
- Richard Covey (* 1946) – STS-51-I, STS-26, STS-38, STS-61
- Timothy Creamer (* 1959) – ISS-Expedition 22/23 (Sojus TMA-17)
- John Creighton (* 1943) – STS-51-G, STS-36, STS-48
- Robert Crippen (* 1937) – STS-1, STS-7, STS-41-C, STS-41-G
- Roger Crouch (* 1940) – STS-83, STS-94
- Frank Culbertson (* 1949) – STS-38, STS-51, ISS-Expedition 3 (STS-105/108)
- Walter Cunningham (1932–2023) – Apollo 7
- Robert Curbeam (* 1962) – STS-85, STS-98, STS-116
- Nancy Currie (* 1958) – STS-57, STS-70, STS-88, STS-109
- Jan Davis (* 1953) – STS-47, STS-60, STS-85
- Lawrence DeLucas (* 1950) – STS-50
- Matthew Dominick (* 1981) – ISS-Expedition 71 (SpaceX Crew-8)
- Alvin Drew (* 1962) – STS-118, STS-133
- Brian Duffy (* 1953) – STS-45, STS-57, STS-72, STS-92
- Charles Duke (* 1935) – Apollo 16
- Bonnie Dunbar (* 1949) – STS-61-A, STS-32, STS-50, STS-71, STS-89
- Samuel Durrance (1943–2023) – STS-35, STS-67
- James Dutton (* 1968) – STS-131
- Joe Edwards (* 1958) – STS-89
- Donn Eisele (1930–1987) – Apollo 7
- Anthony England (* 1942) – STS-51-F
- Joe Engle (1932–2024) – STS-2, STS-51-I
- Jeanette Epps (* 1970) – ISS-Expedition 71 (SpaceX Crew-8)
- Ronald Evans (1933–1990) – Apollo 17
- John Fabian (* 1939) – STS-7, STS-51-G
- Christopher Ferguson (* 1961) – STS-115, STS-126, STS-135
- Martin Fettman (* 1956) – STS-58
- Andrew Feustel (* 1965) – STS-125, STS-134, ISS-Expedition 55/56 (Sojus MS-08)
- Michael Fincke (* 1967) – ISS-Expedition 9 (Sojus TMA-4), ISS-Expedition 18 (Sojus TMA-13), STS-134, ISS-Expedition 73/74 (SpaceX Crew-11)
- Jack Fischer (* 1974) – ISS-Expedition 51/52 (Sojus MS-04)
- Anna Fisher (* 1949) – STS-51-A
- William Frederick Fisher (* 1946) – STS-51-I
- Michael Foale, auch britischer Staatsbürger (* 1957) – STS-45, STS-56, STS-63, STS-84, STS-103, ISS-Expedition 8 (Sojus TMA-3)
- Kevin Ford (* 1960) – STS-128, ISS-Expedition 33/34 (Sojus TMA-06M)
- Michael Foreman (* 1957) – STS-123, STS-129
- Patrick Forrester (* 1957) – STS-105, STS-117, STS-128
- Michael Fossum (* 1957) – STS-121, STS-124, ISS-Expedition 28/29 (Sojus TMA-02M)
- Stephen Frick (* 1964) – STS-110, STS-122
- Gordon Fullerton (1936–2013) – STS-3, STS-51-F
- Drew Gaffney (* 1946) – STS-40
- Ronald Garan (* 1961) – STS-124, ISS-Expedition 27/28 (Sojus TMA-21)
- Dale Gardner (1948–2014) – STS-8, STS-51-A
- Guy Gardner (* 1948) – STS-27, STS-35
- Jake Garn (* 1932) – STS-51-D
- Owen Garriott (1930–2019) – Skylab 3, STS-9
- Richard Garriott, auch britischer Staatsbürger (* 1961) – Sojus TMA-13/TMA-12, Weltraumtourist
- Charles Gemar (* 1955) – STS-38, STS-48, STS-62
- Michael Gernhardt (* 1956) – STS-69, STS-83, STS-94
- Edward Gibson (* 1936) – Skylab 4
- Robert Gibson (* 1946) – STS-41-B, STS-61-C, STS-27, STS-47, STS-71
- Sarah Gillis (* 1994) – Polaris Dawn, Weltraumtouristin
- John Glenn (1921–2016) – Mercury-Atlas 6, STS-95, erster US-Amerikaner in Erdumlaufbahn (20. Februar 1962)
- Victor Glover (* 1976) – ISS-Expedition 64 (SpaceX Crew-1), vorgesehen für Artemis 2
- Linda Godwin (* 1952) – STS-37, STS-59, STS-76, STS-108
- Michael Good (* 1962) – STS-125, STS-132
- Richard Gordon (1929–2017) – Gemini 11, Apollo 12
- Dominic Gorie (* 1957) – STS-91, STS-99, STS-108, STS-123
- Ronald Grabe (* 1945) – STS-51-J, STS-30, STS-42, STS-57
- Frederick Gregory (* 1941) – STS-51-B, STS-33, STS-44
- William Gregory (* 1957) – STS-67
- David Griggs (1939–1989) – STS-51-D
- Gus Grissom (1926–1967) – Gemini 3, war vorgesehen für Apollo 1; auch ein Suborbitalflug
- John Grunsfeld (* 1958) – STS-67, STS-81, STS-103, STS-109, STS-125
- Sidney McNeill Gutierrez (* 1951) – STS-40, STS-59
- Nick Hague (* 1975) – Sojus MS-10 (Fehlstart, unter 100 km), ISS-Expedition 59/60 (Sojus MS-12), ISS-Expedition 72 (SpaceX Crew-9)
- Fred Haise (* 1933) – Apollo 13
- James Halsell (* 1956) – STS-65, STS-74, STS-83, STS-94, STS-101
- Kenneth Ham (* 1964) – STS-124, STS-132
- Blaine Hammond (* 1952) – STS-39, STS-64
- Gregory Harbaugh (* 1956) – STS-39, STS-54, STS-71, STS-82
- Bernard Harris (* 1956) – STS-55, STS-63
- Terry Hart (* 1946) – STS-41-C
- Henry Hartsfield (1933–2014) – STS-4, STS-41-D, STS-61-A
- Frederick Hauck (* 1941) – STS-7, STS-51-A, STS-26
- Steven Hawley (* 1951) – STS-41-D, STS-61-C, STS-31, STS-82, STS-93
- Susan Helms (* 1958) – STS-54, STS-64, STS-78, STS-101, ISS-Expedition 2 (STS-102/105)
- Karl Henize (1926–1993) – STS-51-F
- Thomas Hennen (* 1952) – STS-44
- Terence Henricks (* 1952) – STS-44, STS-55, STS-70, STS-78
- José Hernández (* 1962) – STS-128
- John Herrington (* 1958) – STS-113
- Richard Hieb (* 1955) – STS-39, STS-49, STS-65
- Joan Higginbotham (* 1964) – STS-116
- David Hilmers (* 1950) – STS-51-J, STS-26, STS-36, STS-42
- Robert Hines (* 1975) – ISS-Expedition 67 (SpaceX Crew-4)
- Kathryn Hire (* 1959) – STS-90, STS-130
- Charles Hobaugh (* 1961) – STS-104, STS-118, STS-129
- Warren Hoburg (* 1985) – ISS-Expedition 69 (SpaceX Crew-6)
- Jeffrey Hoffman (* 1944) – STS-51-D, STS-35, STS-46, STS-61, STS-75
- James van Hoften (* 1944) – STS-41-C, STS-51-I
- Michael Hopkins (* 1968) – ISS-Expedition 37/38 (Sojus TMA-10M), ISS-Expedition 64 (SpaceX Crew-1)
- Scott Horowitz (* 1957) – STS-75, STS-82, STS-101, STS-105
- Millie Hughes-Fulford (1945–2021) – STS-40
- Douglas Hurley (* 1966) – STS-127, STS-135, ISS-Expedition 63 (SpX-DM2)
- Rick Husband (1957–2003) – STS-96, STS-107
- James Irwin (1930–1991) – Apollo 15
- Jared Isaacman (* 1983) – Inspiration4, Polaris Dawn, Weltraumtourist
- Marsha Ivins (* 1951) – STS-32, STS-46, STS-62, STS-81, STS-98
- Mae Jemison (* 1956)  STS-47
- Tamara Jernigan (* 1959) – STS-40, STS-52, STS-67, STS-80, STS-96
- Brent Jett (* 1958) – STS-72, STS-81, STS-97, STS-115
- Gregory C. Johnson (* 1954) – STS-125
- Gregory H. Johnson (* 1962) – STS-123, STS-134
- Thomas David Jones (* 1955) – STS-59, STS-68, STS-80, STS-98
- Janet Kavandi (* 1959) – STS-91, STS-99, STS-104
- James Kelly (* 1964) – STS-102, STS-114
- Mark Kelly (* 1964) – STS-108, STS-121, STS-124, STS-134
- Scott Kelly (* 1964) – STS-103, STS-118, ISS-Expedition 25/26 (Sojus TMA-01M), ISS-Expedition 43 bis 46 (Sojus TMA-16M/Sojus TMA-18M)
- Joseph Kerwin (* 1932) – Skylab 2
- Susan Kilrain (* 1961) – STS-83, STS-94
- Jonny Kim (* 1984) – ISS-Expedition 73 (Sojus MS-27)
- Shane Kimbrough (* 1967) – STS-126, ISS-Expedition 49/50 (Sojus MS-02), ISS-Expedition 65 (SpaceX Crew-2)
- Christina Koch (* 1979) – ISS-Expedition 59–61 (Sojus MS-12/MS-13), vorgesehen für Artemis 2
- Timothy Kopra (* 1963) – ISS-Expedition 20 (STS-127/128), ISS-Expedition 46/47 (Sojus TMA-19M)
- Kevin Kregel (* 1956) – STS-70, STS-78, STS-87, STS-99
- Wendy Lawrence (* 1959) – STS-67, STS-86, STS-91, STS-114
- Mark Lee (* 1952) – STS-30, STS-47, STS-64, STS-82
- David Leestma (* 1949) – STS-41-G, STS-28, STS-45
- William Lenoir (1939–2010) – STS-5
- Fred Leslie (* 1951) – STS-73
- Byron Lichtenberg (* 1948) – STS-9, STS-45
- Don Lind (1930–2022) – STS-51-B
- Kjell Lindgren (* 1973) – ISS-Expedition 44/45 (Sojus TMA-17M), ISS-Expedition 67 (SpaceX Crew-4)
- Steven Lindsey (* 1960) – STS-87, STS-95, STS-104, STS-121, STS-133
- Jerry Linenger (* 1955) – STS-64, STS-81
- Richard Linnehan (* 1957) – STS-78, STS-90, STS-109, STS-123
- Gregory Linteris (* 1957) – STS-83, STS-94
- Paul Lockhart (* 1956) – STS-111, STS-113
- Michael López-Alegría (* 1958) – STS-73, STS-92, STS-113, ISS-Expedition 14 (Sojus TMA-9), Axiom Mission 1, Axiom Mission 3
- John Lounge (1946–2011) – STS-51-I, STS-26, STS-35
- Jack Lousma (* 1936) – Skylab 3, STS-3
- Stanley Love (* 1965) – STS-122
- Jim Lovell (1928–2025) – Gemini 7, Gemini 12, Apollo 8, Apollo 13
- David Loe (1956–2008) – STS-32, STS-43, STS-57
- Ed Lu (* 1963) – STS-84, STS-106, ISS-Expedition 7 (Sojus TMA-2)
- Shannon Lucid (* 1943) – STS-51-G, STS-34, STS-43, STS-58, STS-76
- Sandra Magnus (* 1964) – STS-112, ISS-Expedition 18 (STS-126/119), STS-135
- Nicole Mann (* 1977) – ISS-Expedition 68 (SpaceX Crew-5)
- Thomas Marshburn (* 1960) – STS-127, ISS-Expedition 34/35 (Sojus TMA-07M), ISS-Expedition 66 (SpaceX Crew-3)
- Michael Massimino (* 1962) – STS-109, STS-125
- Richard Mastracchio (* 1960) – STS-106, STS-118, STS-131, ISS-Expedition 38/39 (Sojus TMA-11M)
- Ken Mattingly (1936–2023) – Apollo 16, STS-4, STS-51-C
- Megan McArthur (* 1971) – STS-125, ISS-Expedition 65 (SpaceX Crew-2)
- William McArthur (* 1951) – STS-58, STS-74, STS-92, ISS-Expedition 12 (Sojus TMA-7)
- Jon McBride (1943–2024) – STS-41-G
- Bruce McCandless (1937–2017) – STS-41-B, STS-31
- Anne McClain (* 1979) – ISS-Expedition 57–59 (Sojus MS-11), ISS-Expedition 73 (SpaceX Crew-10)
- William McCool (1961–2003) – STS-107
- Michael McCulley (* 1943) – STS-34
- James McDivitt (1929–2022) – Gemini 4, Apollo 9
- Donald McMonagle (* 1952) – STS-39, STS-54, STS-66
- Ronald McNair (1950–1986) – STS-41-B, STS-51-L
- Carl Meade (* 1950) – STS-38, STS-50, STS-64
- Jessica Meir, auch schwedische Staatsbürgerin (* 1977) – ISS-Expedition 61–62 (Sojus MS-15)
- Bruce Melnick (* 1949) – STS-41, STS-49
- Pamela Melroy (* 1961) – STS-92, STS-112, STS-120
- Leland Melvin (* 1964) – STS-122, STS-129
- Anna Menon (* 1995) – Polaris Dawn, Weltraumtouristin
- Dorothy Metcalf-Lindenburger (* 1975) – STS-131
- Edgar Mitchell (1930–2016) – Apollo 14
- Jasmin Moghbeli (* 1983) – ISS-Expedition 69 (SpaceX Crew-7)
- Andrew Morgan (* 1976) – ISS-Expeditionen 60–62 (Sojus MS-13/MS-15)
- Barbara Morgan (* 1951) – STS-118
- Lee Morin (* 1952) – STS-110
- Mike Mullane (* 1945) – STS-41-D, STS-27, STS-36
- Story Musgrave (* 1935) – STS-6, STS-51-F, STS-33, STS-44, STS-61, STS-80
- Steven Nagel (1946–2014) – STS-51-G, STS-61-A, STS-37, STS-55
- Bill Nelson (* 1942) – STS-61-C
- George Nelson (* 1950) – STS-41-C, STS-61-C, STS-26
- James Newman (* 1956) – STS-51, STS-69, STS-88, STS-109
- Carlos Noriega (* 1959) – STS-84, STS-97
- Lisa Nowak (* 1963) – STS-121
- Karen Nyberg (* 1969) – STS-124, ISS-Expedition 36/37 (Sojus TMA-09M)
- Ellen Ochoa (* 1958) – STS-56, STS-66, STS-96, STS-110
- Bryan O’Connor (* 1946) – STS-61-B, STS-40
- William Oefelein (* 1965) – STS-116
- Loral O’Hara (* 1983) – ISS-Expedition 70 (Sojus MS-24)
- John Daniel Olivas (* 1966) – STS-117, STS-128
- Gregory Olsen (* 1945) – Sojus TMA-7/TMA-6, Weltraumtourist
- Ellison Onizuka (1946–1986) – STS-51-C, STS-51-L
- Stephen Oswald (* 1951) – STS-42, STS-56, STS-67
- Robert Overmyer (1936–1996) – STS-5, STS-51-B
- William Pailes (* 1952) – STS-51-J
- Scott Parazynski (* 1961) – STS-66, STS-86, STS-95, STS-100, STS-120
- Ronald Parise (1951–2008) – STS-35, STS-67
- Robert Parker (* 1936) – STS-9, STS-35
- Nicholas Patrick, auch britischer Staatsbürger (* 1964) – STS-116, STS-130
- James Pawelczyk (* 1960) – STS-90
- Gary Payton (* 1948) – STS-51-C
- Donald Peterson (1933–2018) – STS-6
- Donald Pettit (* 1955) – ISS-Expedition 6 (STS-113/Sojus TMA-1), STS-126, ISS-Expedition 30/31 (Sojus TMA-03M), ISS-Expedition 71/72 (Sojus MS-26)
- John Philipps (* 1951) – STS-100, ISS-Expedition 11 (Sojus TMA-6), STS-119
- William Pogue (1930–2014) – Skylab 4
- Alan Poindexter (1961–2012) – STS-122, STS-131
- Mark Polansky (* 1956) – STS-98, STS-116, STS-127
- Scott Poteet (* 1973) – Polaris Dawn, Weltraumtourist
- Charles Precourt (* 1955) – STS-55, STS-71, STS-84, STS-91
- Sian Proctor (* 1970) – Inspiration4, Weltraumtouristin
- William Readdy (* 1952) – STS-42, STS-51, STS-79
- Kenneth Reightler (* 1951) – STS-48, STS-60
- James Reilly (* 1954) – STS-89, STS-104, STS-117
- Garrett Reisman (* 1968) – ISS-Expedition 16/17 (STS-123/124), STS-132
- Judith Resnik (1949–1986) – STS-41-D, STS-51-L
- Paul Richards (* 1964) – STS-102
- Richard Richards (* 1946) – STS-28, STS-41, STS-50, STS-64
- Sally Ride (1951–2012) – STS-7, STS-41-G, erste US-amerikanische Frau im Weltraum (18. Juni 1983)
- Stephen Robinson (* 1955) – STS-85 STS-95, STS-114, STS-130
- Kent Rominger (* 1956) – STS-73, STS-80, STS-85, STS-96, STS-100
- Stuart Roosa (1933–1994) – Apollo 14
- Jerry Ross (* 1948) – STS-61-B, STS-27, STS-37, STS-55, STS-74, STS-88, STS-110
- Kathleen Rubins (* 1978) – ISS-Expedition 48/49 (Sojus MS-01), ISS-Expedition 64 (Sojus MS-17)
- Francisco Rubio (* 1975) – ISS-Expedition 68/69 (Sojus MS-22)
- Mario Runco (* 1952) – STS-44, STS-54, STS-77
- Albert Sacco (* 1949) – STS-73
- Robert Satcher (* 1965) – STS-129
- Walter Schirra (1923–2007) – Mercury-Atlas 8, Gemini 6A, Apollo 7
- Harrison Schmitt (* 1935) – Apollo 17
- Rusty Schweickart (* 1935) – Apollo 9
- Dick Scobee (1939–1986) – STS-41-C, STS-51-L
- David Scott (* 1932) – Gemini 8, Apollo 9, Apollo 15
- Winston Scott (* 1950) – STS-72, STS-87
- Paul Scully-Power, auch australischer Staatsbürger (* 1944) – STS-41-G
- Richard Searfoss (1956–2018) – STS-58, STS-76, STS-90
- Rhea Seddon (* 1947) – STS-51-D, STS-40, STS-58
- Ronald Sega (* 1952) – STS-60, STS-76
- Piers Sellers, auch britischer Staatsbürger (1955–2016) – STS-112, STS-121, STS-132
- Christopher Sembroski (* 1979) – Inspiration4, Weltraumtourist
- Brewster Shaw (* 1945) – STS-9, STS-61-B, STS-28
- Alan Shepard (1923–1998) – Apollo 14, erster US-amerikanischer Raumfahrer mit dem Suborbitalflug Mercury-Redstone 3 (5. Mai 1961)
- William Shepherd (* 1949) – STS-27, STS-41, STS-52, ISS-Expedition 1 (Sojus TM-31/STS-102), erster Kommandant der ISS
- John Shoffner (* 1955) – Axiom Mission 2, Weltraumtourist
- Loren Shriver (* 1944) – STS-51-C, STS-31, STS-46
- Charles Simonyi, auch ungarischer Staatsbürger (* 1948) – Sojus TMA-10/TMA-9, Sojus TMA-14/TMA-13, Weltraumtourist
- Deke Slayton (1924–1993) – Apollo-Sojus-Test-Projekt
- Steven Smith (* 1958) – STS-68, STS-82, STS-103, STS-110
- Sherwood Spring (* 1944) – STS-61-B
- Robert Springer (* 1942) – STS-29, STS-38
- Tom Stafford (1930–2024) – Gemini 6A, Gemini 9, Apollo 10, Apollo-Sojus-Test-Projekt
- Heidemarie Stefanyshyn-Piper (* 1963) – STS-115, STS-126
- Robert Stewart (* 1942) – STS-41-B, STS-51-J
- Nicole Stott (* 1962) – ISS-Expedition 20/21 (STS-128/129), STS-133
- Frederick Sturckow (* 1961) – STS-88, STS-105, STS-117, STS-128
- Kathryn Sullivan (* 1951) – STS-41-G, STS-31, STS-45
- Steven Swanson (* 1960) – STS-117, STS-119, ISS-Expedition 39/40 (Sojus TMA-12M)
- Jack Swigert (1931–1982) – Apollo 13
- Daniel Tani (* 1961) – STS-108, ISS-Expedition 16 (STS-120/122)
- Joseph Tanner (* 1950) – STS-66, STS-82, STS-97, STS-115
- Norman Thagard (* 1943) – STS-7, STS-51-B, STS-30, STS-42, Sojus TM-21/STS-71
- Andy Thomas, auch australischer Staatsbürger (* 1951) – STS-77, STS-89/91, STS-102, STS-114
- Donald Thomas (* 1955) – STS-65, STS-70, STS-83, STS-94
- Kathryn Thornton (* 1952) – STS-33, STS-49, STS-61, STS-73
- William Thornton (1929–2021) – STS-8, STS-51-B
- Pierre Thuot (* 1955) – STS-36, STS-49, STS-62
- Scott Tingle (* 1965) – ISS-Expedition 54/55 (Sojus MS-07)
- Dennis Tito (* 1940) – Sojus TM-32/TM-31, erster Weltraumtourist (28. April 2001)
- Eugene Trinh (* 1950) – STS-50
- Richard Truly (1937–2024) – STS-2, STS-8
- Lodewijk van den Berg (1932–2022) – STS-51-B
- Mark Vande Hei (* 1966) – ISS-Expedition 53/54 (Sojus MS-06), ISS-Expedition 65/66 (Sojus MS-18/MS-19)
- Charles Veach (1944–1995) – STS-39, STS-52
- Terry Virts (* 1967) – STS-130, ISS-Expedition 42/43 (Sojus TMA-15M)
- James Voss (* 1949) – STS-44, STS-53, STS-69, STS-101, ISS-Expedition 2 (STS-102/105)
- Janice Voss (1956–2012) – STS-57, STS-63, STS-83, STS-94, STS-99
- Rex Walheim (* 1962) – STS-110, STS-122, STS-135
- Charles Walker (* 1948) – STS-41-D, STS-51-D, STS-61-B
- David Walker (1944–2001) – STS-51-A, STS-30, STS-53, STS-69
- Shannon Walker (* 1965) – ISS-Expedition 24/25 (Sojus TMA-19), ISS-Expedition 64 (SpaceX Crew-1)
- Carl Walz (* 1955) – STS-51, STS-65, STS-79, ISS-Expedition 4 (STS-108/111)
- Taylor Wang (* 1940) – STS-51-B
- Jessica Watkins (* 1988) – ISS-Expedition 67 (SpaceX Crew-4)
- Mary Ellen Weber (* 1962) – STS-70, STS-101
- Paul Weitz (1932–2017) – Skylab 2, STS-6
- Jim Wetherbee (* 1952) – STS-32, STS-52, STS-63, STS-86, STS-102, STS-113
- Douglas Wheelock (* 1960) – STS-120, ISS-Expedition 24/25 (Sojus TMA-19)
- Ed White (1930–1967) – Gemini 4, war vorgesehen für Apollo 1, erster US-Amerikaner, der einen Weltraumausstieg durchführte (3. Juni 1965)
- Peggy Whitson (* 1960) – ISS-Expedition 5 (STS-111/113), ISS-Expedition 16 (Sojus TMA-11), ISS-Expedition 50/51/52 (Sojus MS-03)/(Sojus MS-04), Axiom Mission 2, Axiom Mission 4, erster weiblicher ISS-Kommandant
- Terrence Wilcutt (* 1949) – STS-68, STS-79, STS-89, STS-106
- Donald Williams (1942–2016) – STS-51-D, STS-34
- Jeffrey Williams (* 1958) – STS-101, ISS-Expedition 13 (Sojus TMA-8), ISS-Expedition 21/22 (Sojus TMA-16), ISS-Expedition 47/48 (Sojus TMA-20M)
- Sunita Williams (* 1965) – ISS-Expedition 14/15 (STS-116/117), ISS-Expedition 32/33 (Sojus TMA-05M), ISS-Expedition 71/72 (Boe-CFT)
- Barry Wilmore (* 1962) – STS-129, ISS-Expedition 41/42 (Sojus TMA-14M), ISS-Expedition 71/72 (Boe-CFT)
- Stephanie Wilson (* 1966) – STS-121, STS-120, STS-131
- Reid Wiseman (* 1975) – ISS-Expedition 40/41 (Sojus TMA-13M), vorgesehen für Artemis 2
- Peter Wisoff (* 1958) – STS-57, STS-68, STS-81, STS-92
- David Wolf (* 1956) – STS-58, STS-86, STS-112, STS-127
- Alfred Worden (1932–2020) – Apollo 15
- John Young (1930–2018) – Gemini 3, Gemini 10, Apollo 10, Apollo 16, STS-1, STS-9
- George Zamka (* 1962) – STS-120, STS-130

### Vereinigtes Königreich
7 Raumfahrer:
- Michael Foale, auch US-amerikanischer Staatsbürger (* 1957) – STS-45, STS-56, STS-63, STS-84, STS-103, ISS-Expedition 8 (Sojus TMA-3)
- Richard Garriott, auch US-amerikanischer Staatsbürger (* 1961) – Sojus TMA-13/TMA-12, Weltraumtourist
- Nicholas Patrick, auch US-amerikanischer Staatsbürger (* 1964) – STS-116, STS-130
- Timothy Peake (* 1972) – ISS-Expedition 46/47 (Sojus TMA-19M)
- Piers Sellers, auch US-amerikanischer Staatsbürger (1955–2016) – STS-112, STS-121, STS-132
- Helen Sharman (* 1963) – Mir Juno (Sojus TM-12/TM-11), erste britische Frau im Weltraum (26. Mai 1991)
- Mark Shuttleworth, auch südafrikanischer Staatsbürger (* 1973) – Sojus TM-34/TM-33, Weltraumtourist

### Vietnam
1 Raumfahrer:
- Phạm Tuân (* 1947) – Sojus 37/36, erster vietnamesischer Raumfahrer (31. Juli 1980)

## Suborbitale Raumfahrer
Die folgenden 82 Personen verbrachten auf Suborbitalflügen jeweils einige Minuten oberhalb einer Höhe von 100 km. Vier davon absolvierten zusätzlich auch orbitale Raumflüge.
Raumfahrer in beruflicher Funktion:
- Brian Binnie (USA, 1953–2022) – SpaceShipOne 17P
- Gus Grissom (USA, 1926–1967) – Mercury-Redstone 4; auch ein Orbitalflug
- Wassili Lasarew (Sowjetunion, 1928–1990) – Sojus 18-1; auch ein Orbitalflug
- Oleg Makarow (Sowjetunion, 1933–2003) – Sojus 18-1; auch mehrere Orbitalflüge
- Michael Melvill (USA, * 1940) – SpaceShipOne 15P, SpaceShipOne 16P, erster Raumfahrer als Angestellter eines nichtstaatlichen Unternehmens
- Alan Shepard (USA, 1923–1998) – Mercury-Redstone 3, erster suborbitaler und erster US-amerikanischer bemannter Raumflug (5. Mai 1961) ; auch ein Orbitalflug
- Joseph Albert Walker (USA, 1921–1966) – X-15-Flug 90, X-15-Flug 91

New-Shepard-Weltraumtouristen (seit 2021):
- Jaime Alemán (Panama) – NS-32, erster panamaischer Raumfahrer
- Marty Allen (USA) – NS-20
- Mason Angel (USA) – NS-25
- Arvi Singh Bahal (USA) – NS-34
- Cameron Bess (USA) – NS-19
- Lane Bess (USA) – NS-19, NS-30
- Jeff Bezos (USA) – NS-16
- Mark Bezos (USA) – NS-16
- Chris Boshuizen (Australien) – NS-18
- Aisha Bowe (USA/Bahamas) – NS-31, erster bahamischer Raumfahrer (14. April 2025)
- Emily Calandrelli (USA) – NS-28
- Jesús Calleja (Spanien) – NS-30
- Sylvain Chiron (Frankreich) – NS-25
- Victor Correa Hespanha (Brasilien) – NS-21
- Coby Cotton (USA) – NS-22
- Oliver Daemen (Niederlande, * 2002) – NS-16, jüngste Person im Weltraum
- Evan Dick (USA) – NS-19, NS-21
- Ed Dwight (USA, * 1933) – NS-25, älteste Person im Weltraum
- Katya Echazarreta (USA) – NS-21
- Nicolina Elrick (Vereinigtes Königreich/Singapur) – NS-26
- Gökhan Erdem (Türkei) – NS-34
- Rob Ferl (USA) – NS-26
- Mário Ferreira (Portugal) – NS-22, erster portugiesischer Raumfahrer (4. August 2022)
- Kerianne Flynn (USA) – NS-31
- Wally Funk (USA, * 1939) – NS-16, älteste Frau im  Weltraum
- Gretchen Green (USA) – NS-32
- Eugene Grin (Ukraine) – NS-26
- Marc Hagle (USA) – NS-20, NS-28
- Sharon Hagle (USA) – NS-20, NS-28
- Hamish Harding (Vereinigtes Königreich, 1964–2023) – NS-21
- Kenneth Hess (USA) – NS-25
- Elaine Chia Hyde (USA) – NS-30
- Eiman Jahangir (USA) – NS-26
- Paul Jeris (USA) – NS-32
- Aymette Jorge (USA) – NS-32
- Clint Kelly III (USA) – NS-22
- Gayle King (USA) – NS-31
- Jim Kitchen (USA) – NS-20
- Karsen Kitchen (USA, * 2003) – NS-26, jüngste Frau im Weltraum
- Allie Kuehner (USA) – NS-33
- Carl Kuehner (USA) – NS-33
- Gary Lai (USA) – NS-20
- Leland Larson (USA) – NS-33
- Austin Litteral (USA) – NS-28
- Deborah Martorell (Puerto Rico/USA) – NS-34
- George Nield (USA) – NS-20
- Amanda Nguyen (USA) – NS-31
- Vanessa O’Brien (Vereinigtes Königreich/USA) – NS-22
- Katy Perry (USA) – NS-31
- Lionel Pitchford (Vereinigtes Königreich) – NS-34
- Audrey Powers (USA) – NS-18
- Ephraim Rabin (Israel/USA) – NS-26
- Freddie Rescigno (USA) – NS-33
- Jaison Robinson (USA) – NS-21
- Mark Rocket (Neuseeland) – NS-32, erster neuseeländischer Raumfahrer
- James Russell (USA) – NS-28, NS-34
- Sara Sabry (Ägypten) – NS-22, erster ägyptischer Raumfahrer (4. August 2022)
- Owolabi Salis (USA) – NS-33
- Lauren Sánchez (USA) – NS-31
- Carol Schaller (USA) – NS-25
- Richard Scott (USA) – NS-30
- Tushar Shah (USA) – NS-30
- William Shatner (Kanada) – NS-18
- Laura Shepard Churchley (USA) – NS-19
- Jim Sitkin (USA) – NS-33
- Michael Strahan (USA) – NS-19
- Justin Sun (China/St. Kitts und Nevis) – NS-34
- Dylan Taylor (USA) – NS-19
- Gopi Thotakura (USA) – NS-25
- Victor Vescovo (USA) – NS-21
- Glen de Vries (USA, 1972–2021) – NS-18
- Jesse Williams (Kanada) – NS-32
- Russell Wilson – NS-30[1]
- Henry Wolfond (Kanada) – NS-28
- Steve Young (USA) – NS–22

## Nicht als Raumfahrer aufgeführte Astronauten und Kosmonauten

### Geplante Orbitalflüge
Zumindest die folgenden sechs Berufsastronauten und -kosmonauten sind einem Orbitalflug zugeteilt und warten noch auf ihren ersten Einsatz: Sergej Mikaew und Christopher Williams von Sojus MS-28, Sophie Adenot von SpaceX Crew-12, Anil Menon von Sojus MS-29, Joshua Kutryk von Boeing Starliner-1 und Jeremy Hansen von Artemis 2.

### Verhinderte Raumfahrer
Folgende Berufsastronauten waren für einen Orbitalflug vorgesehen, der jedoch nicht zustande kam:
- Drei Personen waren einem Raumflug zugeteilt, kamen aber schon vor ihrem ersten Start ums Leben: Elliot See und Charles Bassett von Gemini 9 sowie Roger Chaffee von Apollo 1.
- Drei Personen kamen bei ihrem Erststart noch vor Erreichen des Weltraums ums Leben: Greg Jarvis, Christa McAuliffe und Mike Smith von STS-51-L (Challenger-Unglück).

Darüber hinaus fanden einige geplante Erstflüge nicht statt, weil Raumflüge gestrichen oder Besatzungsmitglieder ausgetauscht wurden.

### Suborbitale Astronauten unter 100 km
US-amerikanische Behörden sehen bereits die Höhe von 50 Meilen (etwa 80 km) als Grenze zum Weltraum an. Die folgenden 13 Personen erhielten daher Astronautenabzeichen, obwohl sie nicht die Kármán-Linie überschritten:
- Sechs Testpiloten der US-Streitkräfte erreichten mit dem Flugzeugtyp North American X-15 eine Höhe von über 50 Meilen und damit nach Definition der US-Streitkräfte den Weltraum: Michael Adams, William Dana, William Knight, John McKay, Robert Rushworth und Robert White.
- Sieben der Besatzungsmitglieder und Passagiere von SpaceShipOne- und SpaceShipTwo-Flügen bis 2021, die von der US-Luftaufsichtsbehörde FAA als „kommerzielle Astronauten“ (commercial astronauts) angesehen werden, blieben unterhalb der 100-km-Grenze: Mark Stucky als Pilot des SpaceShipOne, David Mackay und Michael Masucci als Piloten des SpaceShipTwo sowie der Virgin-Galactic-Eigentümer Richard Branson und seine Mitarbeiter Beth Moses, Sirisha Bandla und Colin Bennett.[5]

Die beiden SpaceShipTwo-Testpiloten Michael Alsburry und Peter Siebold, die mit der VSS Enterprise verunglückten, wurden von der FAA ebenfalls als „kommerzielle Astronauten“ geehrt, obwohl sie nicht die 50-Meilen-Grenze erreicht hatten.
In der US-amerikanischen Öffentlichkeit werden auch die Teilnehmer späterer SpaceShipTwo-Flüge, die ebenfalls keine 100 km Höhe erreichten, als Raumfahrer angesehen. Dies betrifft neben 26 Passagieren auch die Piloten Nicola Pecile und Kelly Latimer. Einer der Passagiere (Walter Villadei) absolvierte später auch einen Orbitalflug.